# 麺庄
株式会社麺庄（めんしょう）は日本のラーメンチェーン店。

## 概要
2005年に東京都新宿区市ヶ谷で「麺や庄の」が創業。代表の庄野智治は、独創的なラーメンを生み出し続けるラーメンクリエーターとして各種メディアに取り上げられている。
2025年現在、MENSHOやMENSHO TOKYO、JIKASEI MENSHOといったさまざまなブランドで、日本だけでなく、アメリカやオーストラリア、中国、タイ、シンガポールなどを含む、6カ国26店舗を展開している。

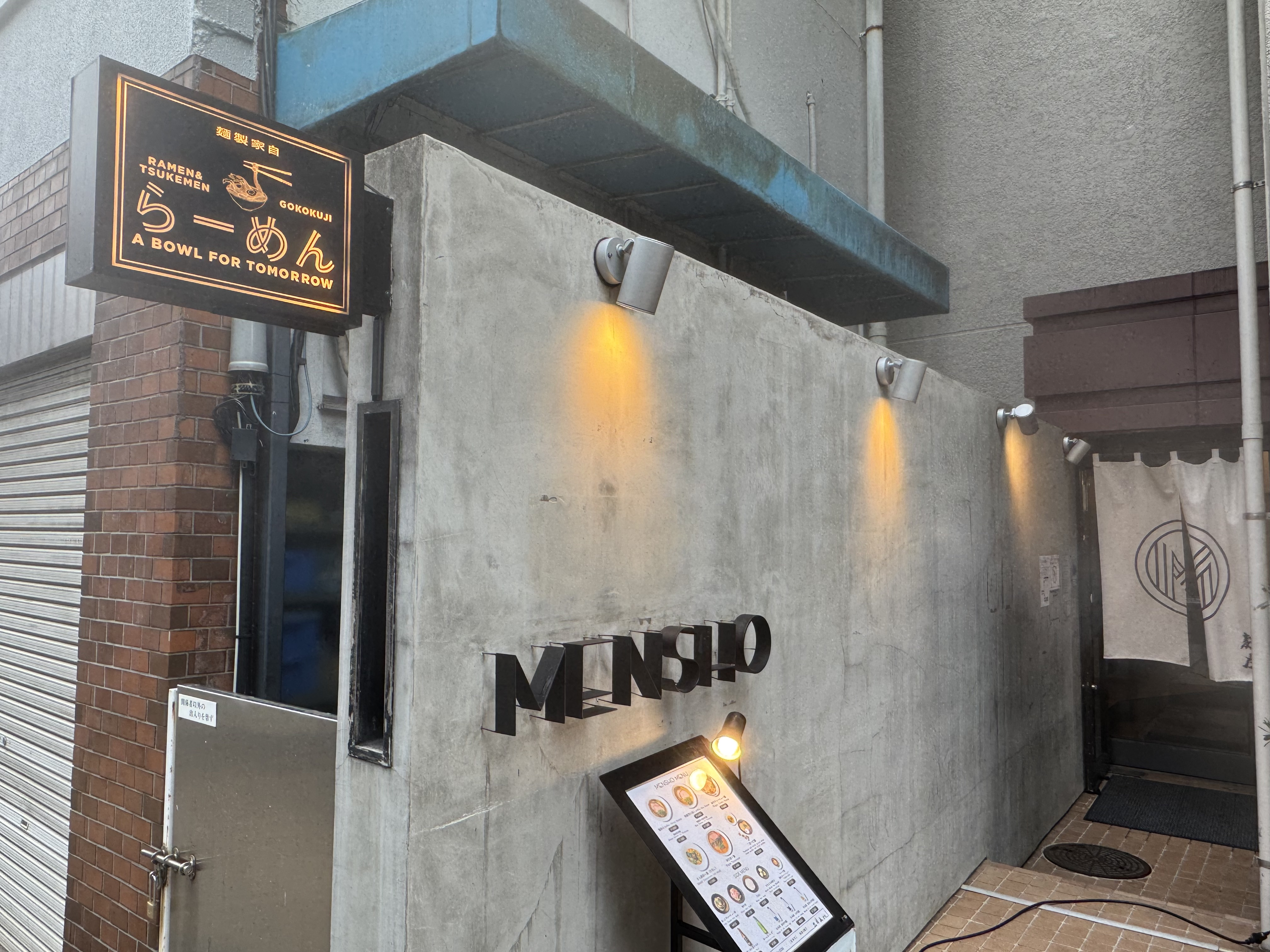
東京・護国寺にあるMENSHOグループの旗艦店

## 歴史
庄野智治はラーメン店を開業するために大学で経営学を学び、開業資金を貯め、25歳の時に市ヶ谷で「麺や庄の」をオープン。その後、毎月「創作ラーメン」を制作していたことからメディアで多く取り上げられ、「ラーメンクリエイター」として5年で100種類ほど作り出す。自家製粉麺にもこだわっていて、セントラルキッチンの役割もある護国寺のMENSHO FACTORYでは、さまざまな麺を作り出している。
2016年にはアメリカ・サンフランシスコで海外初の支店が開業し、2年連続でミシュランガイドに掲載されるほど、地元民に愛されている。2018年には逆輸入として、新宿ミロードで「MENSHO SAN FRANCISCO」をオープンし、アメリカで人気のメニューを提供。2023年には大阪の関西国際空港にも支店を出している。特に護国寺のMENSHOはグループの旗艦店として、食べログ100名店やTRYラーメン大賞に何度も選出。

## 沿革
出典
- 2005年 麺や庄の 開業
- 2010年 株式会社麺庄 設立
- 2013年 油そば専門店GACHI 開店
- 2013年 食の道場 講師就任
- 2014年 MENSHO TOKYO後楽園 開店
- 2015年 MENSHO FACTORY（セントラルキッチン） 設立
- 2016年 MENSHO 護国寺 開店
- 2016年 豪州食肉家畜生産者事業団 アンバサダー就任
- 2017年 Twitter本社 ゲストシェフ就任
- 2017年 麺や庄の監修 RAMEN W 福井店 開店
- 2019年 Jikasei MENSHO 開店[9]
- 2025年 MENSHO District 開店[10]

## 店舗
出典
※2025年6月時点
国内
- 麺や庄の（東京都新宿区市谷田町）
- 油そばGACHI（東京都新宿区住吉町）
- 自家製MENSHO TOKYO（東京都文京区春日）
- MENSHO（東京都文京区音羽）
- Jikasei MENSHO（東京都渋谷区宇田川町）
- MENSHO District（東京都渋谷区西原）
- RAMEN W ～庄の×ど・みそ（フランチャイズ）
- MENSHO 関西国際空港店（フランチャイズ）

アメリカ
- MENSHO TOKYO（サンフランシスコ）
- Menya Shono（サンラファエル）
- Jikasei MENSHO（サンフランシスコ）
- Menya Shono（ユニオンシティ）
- MENSHO（オークランド）
- MENSHO（メサ）
- MENSHO（ヒューストン）
- MENSHO（フェニックス）
- MENSHO TOKYO（ロサンゼルス）
- MENSHO（ソルトレークシティ）

オーストラリア
- MENSHO TOKYO Melbourne（メルボルン）
- MENSHO TOKYO Sydney（シドニー）

中国
- 麺や庄の研究所（上海虹桥丽宝广场店）（上海）
- 麺屋庄野（丰盛里店）（上海）
- 麺屋庄野（悠方购物中心店）（上海）

タイ
- MENSHO TOKYO（バンコク1号店）
- MENSHO TOKYO（バンコク2号店）

シンガポール
- MENSHO TOKYO （シンガポール1号店）
- シンガポール2号店（予定）
- シンガポール3号店（予定）

## タイアップ
- 2018年に新宿「MENSHO SAN FRANSISCO」で、6人組ボーイズグループXOX（キスハグキス）とコラボしたラーメンを1日30食限定で提供[12]
- 2018年に新宿「MENSHO SAN FRANSISCO」で、映画『イット・カムズ・アット・ナイト』オリジナルラーメンのタイアップ（夜限定）[13]
- 2019年にJOURNAL STANDARD新宿フラッグス店とコラボしてオリジナルTシャツやエプロン、丼などを販売した
- 2019年に明星食品が当時運営していた「スパイスらぁめん 釈迦」とコラボした「明星 ラーメンぴあ 釈迦監修 スパイスらぁめん天空」を発売[14]
- 2020年に日清食品が庄野の代表作である「和牛担々麺」のカップ麺を発売[15]